# Relações entre Singapura e Vietnã
As relações entre Singapura e Vietnã referem-se às relações bilaterais entre os dois países. Singapura e Vietnã iniciaram as relações comerciais no século XIX. Devido à política anticomunista de Singapura, o país apoiou o Vietnã do Sul antes da unificação do Vietnã. Singapura também iniciou relações diplomáticas formais com o Vietnã do Norte em 1º de agosto de 1973. Após a unificação do Vietnã, Singapura começou a melhorar suas relações com a República Socialista do Vietnã. As relações pioraram durante a Guerra Cambojana-Vietnamita, mas voltaram a melhorar após a retirada do Exército do Povo do Vietnã do Camboja.
Singapura possui uma embaixada em Hanói, e sua representante é a embaixadora Catherine Wong. O Vietnã tem uma embaixada em Singapura, tendo como representante o embaixador Nguyen Tien Minh. Os países mantêm relações bilaterais excelentes e multifacetadas, e ambos os países são membros da Associação de Nações do Sudeste Asiático.  

## História
De acordo com as crônicas, em 1330, os enviados malaios de Temasek chegaram ao norte do Vietnã e foram recebidos pelo príncipe vietnamita Tran Nhat Duat, que foi notado como "falava fluentemente a língua de Temasek".
Singapura iniciou as relações comerciais com o Vietnã no século XIX, onde alguns navios vietnamitas reexportavam e vendiam produtos em Singapura.
Ho Chi Minh, o primeiro presidente da República Democrática do Vietnã, morou em Singapura depois de ser libertado pelo governo de Hong Kong. No entanto, ele foi preso pela força policial de Singapura em 1932 e deportado para Hong Kong. Em dezembro de 1941, o Japão atacou Singapura usando bases militares no Vietnã, o que resultou na ocupação japonesa de Singapura. Após a Segunda Guerra Mundial, a França usou Singapura como mediadora para enviar tropas e equipamentos para reprimir o Movimento de Independência do Vietnã.
No início, Singapura implementou uma política anticomunista, fazendo com que o governo de Singapura apoiasse o Vietnã do Sul. Quando Singapura se tornou independente da Malásia em 1965, o Vietnã do Sul se tornou uma das primeiras nações asiáticas a reconhecer Singapura e a estabelecer relações diplomáticas com ela.
Em 1º de agosto de 1973, Singapura estabeleceu relações diplomáticas com o Vietnã do Norte. Em 1975, a Queda de Saigon marcou a unificação do Vietnã. Singapura começou a melhorar suas relações com a República Socialista do Vietnã. Em outubro de 1978, Phạm Văn Đồng, o primeiro-ministro do Vietnã, visitou Singapura e se tornou o primeiro primeiro-ministro do Vietnã a visitar Singapura após a unificação.
Em dezembro de 1978, o Vietnã decidiu enviar tropas para o Camboja, o que levou à eclosão da Guerra Cambojana-Vietnamita. Singapura apoiou a resistência antivietnamita no Camboja e organizou uma campanha internacional para condenar o Vietnã. Singapura também não reconheceu a República Popular do Kampuchea. As relações entre as duas nações se normalizaram depois que as tropas vietnamitas se retiraram do Camboja em 1990 e o Vietnã entrou para a Associação de Nações do Sudeste Asiático em 1995. Os líderes de Singapura e do Vietnã se reuniram com frequência. Em 2004, Phan Van Khai, o primeiro-ministro do Vietnã, visitou Singapura e assinou a Declaração Conjunta sobre a Estrutura de Cooperação Abrangente no Século XXI. Em 2013, Lee Hsien Loong, o primeiro-ministro de Singapura, visitou o Vietnã e estabeleceu relações de parceria estratégica com o Vietnã. Em 2015, Nguyen Tan Dung, o primeiro-ministro do Vietnã, visitou Singapura duas vezes; uma vez para o funeral de Lee Kuan Yew, o ex-ministro mentor de Singapura, e outra para as atividades de comemoração do 50º aniversário de Singapura.

## Relações comerciais
De acordo com os dados do Observatório de Complexidade Econômica, na década de 1990, o valor exportado de Singapura para o Vietnã era de cerca de 1 milhão de dólares americanos e aumentou para 8 bilhões de dólares americanos em 2008. Embora tenha caído depois, o valor exportado ainda era de cerca de 4 bilhões de dólares americanos. O petróleo refinado é o principal produto que Singapura exporta para o Vietnã.
Na década de 1990, o valor exportado do Vietnã para Singapura era de cerca de US$ 400 milhões. Ele aumentou para US$ 2,4 bilhões em 2008, depois caiu para US$ 1,6 bilhão em 2012 e aumentou novamente em 2013. O petróleo bruto é o principal produto que o Vietnã exporta para Singapura.
Em 5 de maio de 1993, foi criada a Comissão de Cooperação Vietnã-Singapura. Em 6 de dezembro de 2005, os Ministérios do Comércio e Indústria de ambos os países assinaram, em Singapura, a Cooperação sobre a Conexão Vietnã-Singapura, incluindo 6 aspectos como finanças, investimento, comércio e serviços, transporte, tecnologia de informação e telecomunicação, educação e treinamento. A cooperação entrou em vigor em 23 de janeiro de 2006. Em 2014, Singapura foi o terceiro maior investidor estrangeiro no Vietnã, com um investimento total de 32,7 bilhões de dólares americanos e contribuição para 1.300 projetos. As províncias de Bình Dương, Haifom, Bắc Ninh, Quảng Ngãi, Hải Dương e Nghệ An no Vietnã têm parques industriais Vietnã-Singapura.
Em 13 de setembro de 2013, Lim Hng Kiang, Ministro do Comércio e Indústria de Singapura, e Bui Quang Vinh, Ministro do Planejamento e Investimento do Vietnã, foram os anfitriões da 9ª Reunião de Conexão Singapura-Vietnã realizada na Cidade de Ho Chi Minh.

## Relações culturais
Desde 1992, 16.000 funcionários vietnamitas aceitaram treinamento do Programa de Cooperação de Singapura, incluindo áreas como saúde, meio ambiente, finanças, comércio, produtividade, gestão pública e treinamento em inglês. Em 2002, o Centro de Treinamento Vietnã-Singapura foi estabelecido em Hanói.
O Ministério da Educação de Singapura oferece bolsas de estudo para estudantes vietnamitas que concluíram o Ensino Fundamental e têm bom desempenho em inglês e atividades extracurriculares.